# Rodrigo Mora (Fußballspieler, 2007)
Rodrigo Mora de Carvalho (* 5. Mai 2007 in Matosinhos) ist ein portugiesischer Fußballspieler auf der Position eines Offensiven Mittelfeldspielers. Aktuell spielt er für den FC Porto.

## Karriere

### Im Verein
Mora wurde in der portugiesischen Stadt Matosinhos in der Metropolregion Porto geboren. Er ist der Sohn des ehemaligen Fußballspielers José Manuel. 2015 begann er zunächst beim Custóias FC mit dem Fußballspielen, ehe er zur Saison 2016/17 in die Nachwuchsabteilung des FC Porto wechselte. Dort durchlief er alle weiteren Jugendmannschaften und konnte dort auf sich aufmerksam machen. So konnte er in der U17 in der Saison 2022/23 in 30 Partien 14 Tore erzielen und weitere 11 vorbereiten. Im Januar 2023 stand er erstmals auch im Kader der zweiten Mannschaft des FC Portos, die in der zweitklassigen Liga Portugal 2 spielt. Beim 1:1-Unentschieden gegen den CD Tondela gab er am 15. Januar 2023 sein Profidebüt, als er in der Nachspielzeit für Nilton Varela eingewechselt wurde. Im Alter von 15 Jahren, acht Monaten und zehn Tagen wurde Mora somit zum jüngsten Fußballspieler aller Zeiten im professionellen Fußball Portugals. Nach der Saison unterschrieb er daraufhin einen Profivertrag beim FC Porto. Außerdem wurde er im September 2023 zum "Jugendsportler des Jahres" beim FC Porto gewählt.
Zur Saison 2023/24 wurde er fester Bestandteil des FC Porto B in der zweiten Liga Portugals. So konnte er bei der 2:3-Niederlage gegen den FC Penafiel sein erstes Profitor zum zwischenzeitlichen 2:2-Ausgleich erzielen, wodurch er auch zum jüngsten Torschützen des Wettbewerbs wurde. Daneben kam er noch in der UEFA Youth League zum Einsatz. Auch in dem Wettbewerb wusste er zu überzeugen: So konnte er bislang in acht Partien sieben Tore erzielen, darunter jeweils zwei in der Vorrunde gegen Schachtar Donezk und im Viertelfinale gegen den 1. FSV Mainz 05 und verhalf seinem Team somit, sich für das Final Four Turnier in Nyon zu qualifizieren.
Zum Start der Saison 2024/25 rückte er in den Kader der 1. Mannschaft auf.

### In der Nationalmannschaft
Mora ist außerdem portugiesischer Nachwuchsnationalspieler. 2021/22 kam er zu sechs Einsätzen für die U-15-Nationalmannschaft, 2023 ebenfalls zu sechs Einsätzen für die U-16. Daneben wurde er schon 2022 erstmals in den Kader der U-17-Nationalmannschaft berufen und debütierte beim 4:2-Sieg gegen Mexiko am 23. September 2022. Ab der Saison 2023/24 war er fester Bestandteil der U-17 und kam auch in Spielen der Qualifikation zur U-17-Fußball-Europameisterschaft 2024 in Zypern zum Einsatz.

## Erfolge
- Torschützenkönig der UEFA Youth League: 2024 (mit Amin Chiakha)